# Jan Fiala
Jan Fiala (* 19. Juni 1956 in Slatinice, Tschechoslowakei) ist ein ehemaliger tschechischer Fußballspieler und Fußballtrainer.

## Spielerkarriere
Jan Fiala spielte in seiner Jugend für SK Slatinice und Strojírny Uničov. 1975 wechselte der Verteidiger zu Dukla Prag, mit dem er 1977, 1979 und 1982 Meister wurde sowie 1981 und 1983 den Pokal gewann. 1982 wurde Fiala zum Tschechoslowakischen Fußballer des Jahres gewählt.
1980 stand er im Kader für die Europameisterschaft in Italien, kam jedoch nicht zum Einsatz. 1982 gehörte er zum tschechoslowakischen WM-Kader. Sein erstes Länderspiel hatte Fiala 1977 gegen Ungarn bestritten, bis 1987 fügte er weitere 57 hinzu. Dabei gelang ihm 1982 sein einziger Treffer bei einem 3:1-Sieg in Kopenhagen gegen Dänemark; in dieser und 31 weiteren Begegnungen führte er die Mannschaft als Kapitän. In der 1. Tschechoslowakischen Liga absolvierte Fiala 310 Spiele und schoss zwei Tore.
1987/88 spielte er für Le Havre AC, von 1988 bis 1991 für FC Bourges und anschließend noch zwei Jahre für den kleinen französischen Verein AS Saint-Amand-Montrond. Von 1993 bis 1995 spielte er für den niederösterreichischen Klub USC Mallersbach und anschließend noch mehrere Jahre für den SK Černolice.

## Trainerkarriere
Jan Fiala arbeitete bisher nur als Assistenztrainer und zwar bei Dukla Prag bzw. Dukla Příbram (1996 bis 1998), Viktoria Pilsen (2000 bis 2001), FK Teplice (2001), FK Jablonec 97 (2001 bis 2003) und SC Xaverov Horní Počernice (2004 bis 2005).